# Ernst Jenő (újságíró)
Ernst Jenő Miksa (Temesbökény, 1885. január 12. – Budapest, Józsefváros, 1944. február 26.) újságíró, gyorsíró.

## Élete
Ernst József és Grün Sarolta (1865–1936) fia. A Temesvári Magyar Királyi Állami Főreáliskolában sajátította el a Gabelsberger-Markovits-féle gyorsírást, majd a Budapesti Tudományegyetemen magyar–német, francia szakos oklevelet szerzett. Több gyorsíróversenyen mérettette meg magát, mindhárom nyelven egyformán kitűnően írt. Tagja volt a Gyorsírástudományi Társulatnak. A gyorsírás történetével is foglalkozott. A Magyar Távirati Iroda és a Budapesti Tudósító belső munkatársa volt.
Felesége Kéthelyi Janka (1895–1966) zongoratanárnő volt, Kéthelyi Miksa nyomdász és könyvkereskedő és Deutsch Gizella lánya, akit 1932. július 3-án Budapesten vett nőül.
A Kozma utcai izraelita temetőben nyugszik (30A-17-44).

## Főbb művei
- Perényi Adolf élete és gyorsírástörténeti jelentősége (Budapest, 1932)
- Vikár Béla élete, kora és gyorsírástörténelmi szerepe (Budapest, 1941)